# جون باور (لاعب كريكت)
جون باور (بالإنجليزية: John Power)‏ (23 مارس 1932 بملبورن في أستراليا - 6 أبريل 2005 بسيدني في أستراليا) هو لاعب كريكت أسترالي. لعب مع فريق فكتوريا للكريكت.

## وصلات خارجية
- جون باور (لاعب كريكت) على موقع إي آس بي آن كريك إنفو (الإنجليزية)